# Kolss Cycling Team
Kolss Cycling Team is een wielerploeg die een Oekraïense licentie heeft. De ploeg bestaat sinds 2010. Kolss Cycling Team komt uit in de continentale circuits van de UCI. Mykola Skorenko is de manager van de ploeg.

## Seizoen 2016

### Renners
| Renners 2016                              | Renners 2016      | Renners 2016                 | Renners 2016 |
| Naam                                      | Geboortedatum     | Vorige ploeg                 |              |
| ----------------------------------------- | ----------------- | ---------------------------- | ------------ |
| Andrij Bratasjtsjoek                      | 8 april 1992      |                              |              |
| Vitalij Boets                             | 24 oktober 1986   | Lampre-ISD (2012)            |              |
| Volodymyr Dzjoes                          | 23 juni 1993      | ISD Continental (2015)       |              |
| Oleksandr Holovasj (7 jun–5 jun)          | 21 september 1991 |                              |              |
| Andrij Chripta                            | 29 november 1986  | Kyiv Capital Racing (2015)   |              |
| Mychajlo Kononenko                        | 30 oktober 1987   | Danieli (2008)               |              |
| Denys Kostjoek (1 jan–1 mei, noot)        | 13 maart 1982     | Lampre-ISD (2012)            |              |
| Andrij Koelyk                             | 30 augustus 1989  |                              |              |
| Serhij Lahkoeti                           | 24 april 1985     |                              |              |
| Vasyl Malynivsky                          | 21 november 1992  |                              |              |
| Oleksandr Polivoda                        | 31 maart 1987     | Atlas Personal-Jakroo (2013) |              |
| Oleksandr Prevar                          | 28 juni 1990      |                              |              |
| Mykyta Skorenko                           | 28 juni 1993      | Kyiv Capital Racing (2015)   |              |
| Matteo Spreafico                          | 15 februari 1993  | Idea 2010 ASD (2015)         |              |
| Maksym Vasiljev (1 jan–24 okt)            | 14 april 1990     | ISD Continental (2015)       |              |
| Andrij Vasyljoek                          | 29 augustus 1987  | Danieli (2008)               |              |
| Llibert Sendrós (10 aug–31 dec)           | 26 augustus 1991  |                              |              |
|                                           |                   |                              |              |
| Sources: ProCyclingStats Cycling Archives |                   |                              |              |

noot: Denys Kostjoek, teamwissel

## Seizoen 2014

### Transfers
| Inkomend | Team 2013 | Uitgaand | Team 2014 |
| -------- | --------- | -------- | --------- |

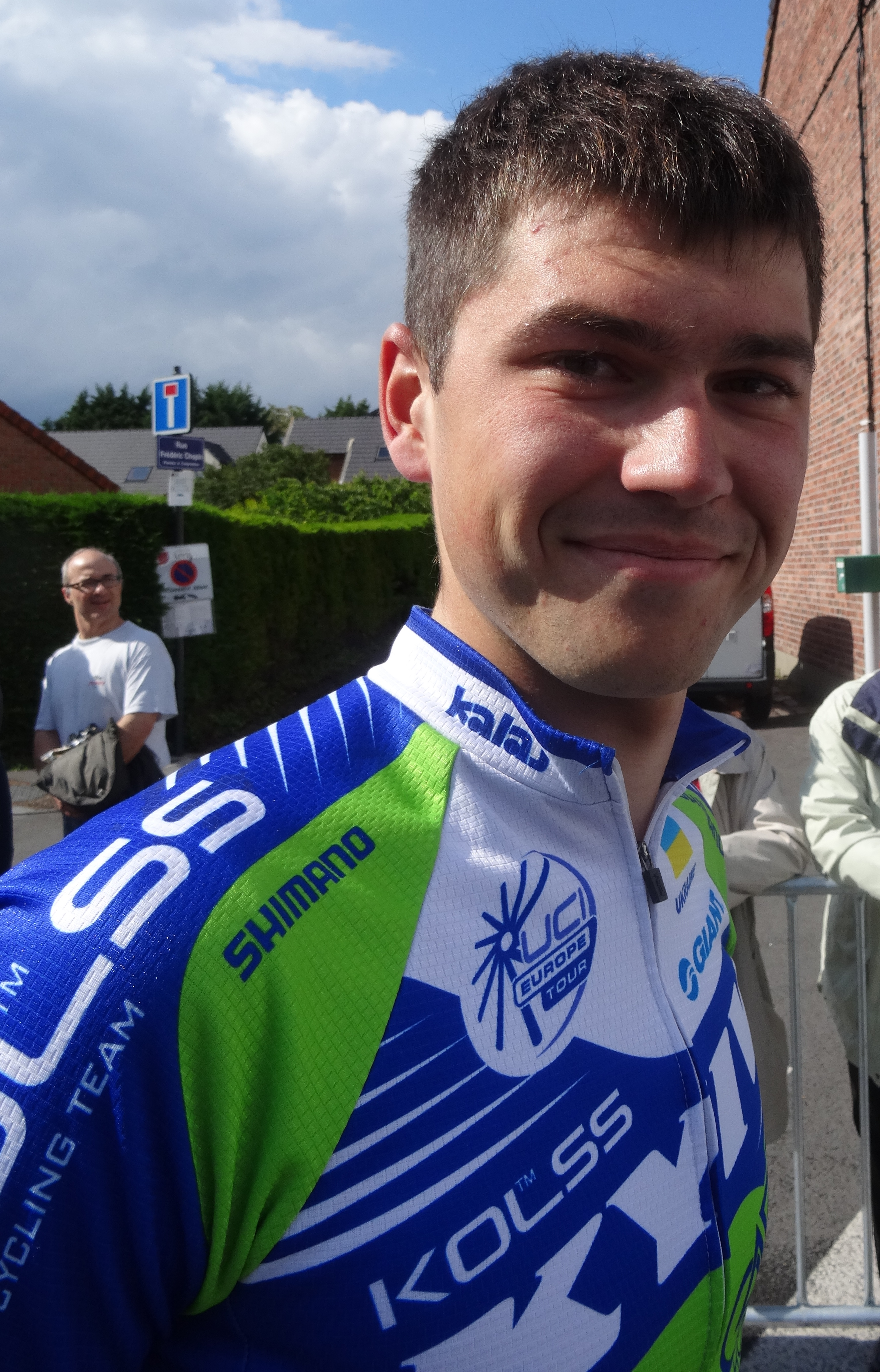
Andrii Bratashchuk.
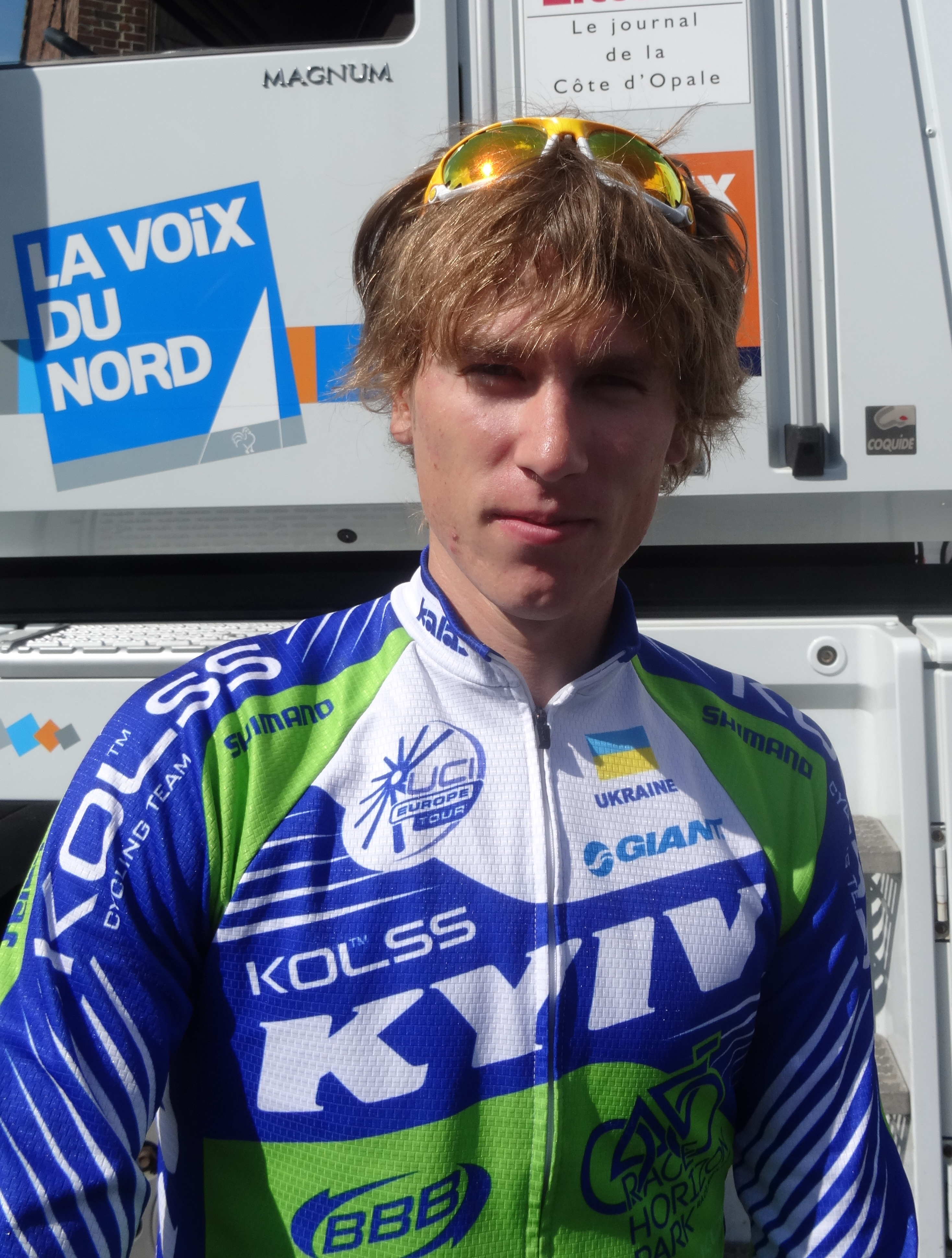
Oleksandr Golovash.
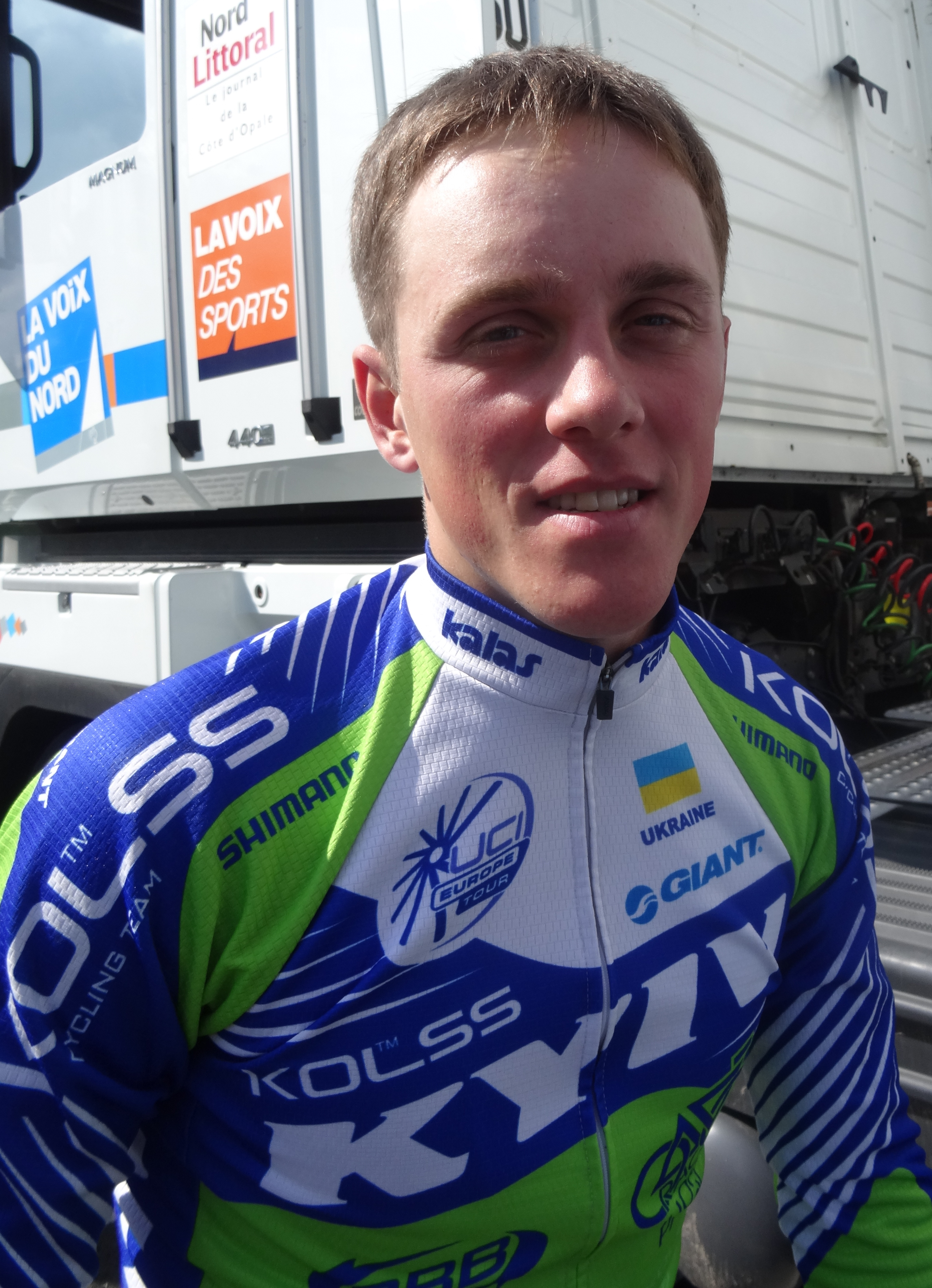
Andriy Kulyk.
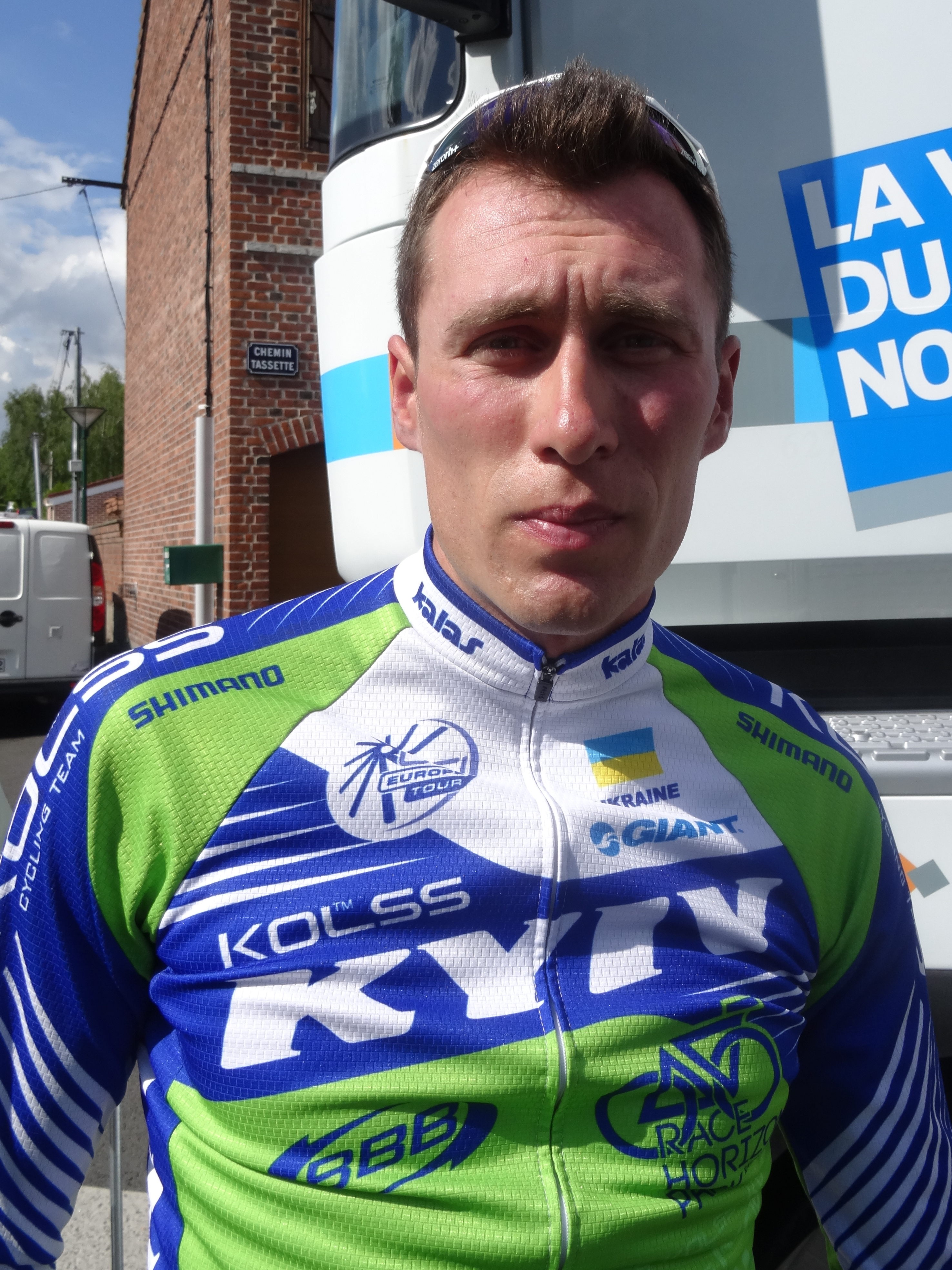
Oleksandr Kvachuk.
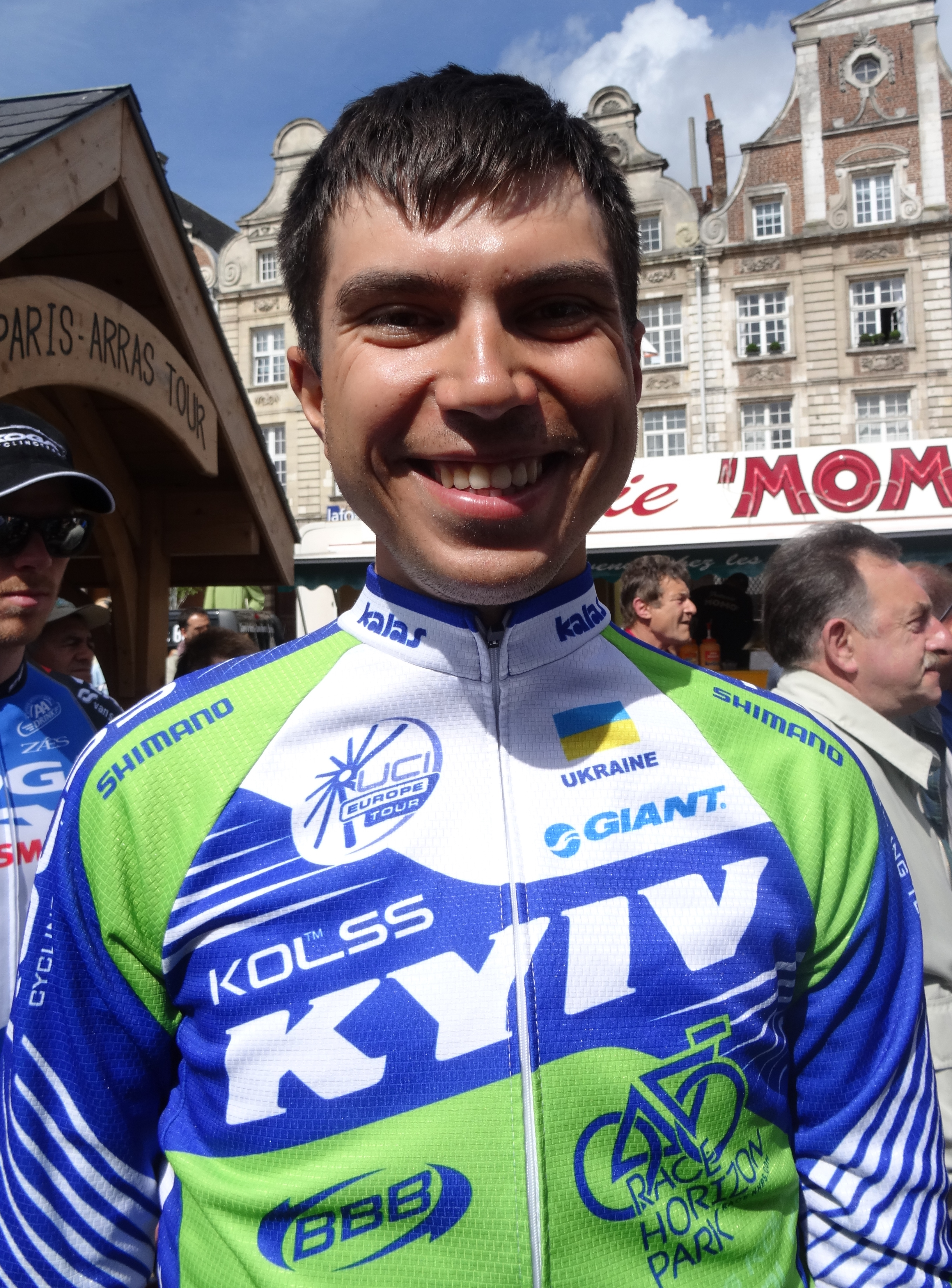
Oleksandr Polivoda.
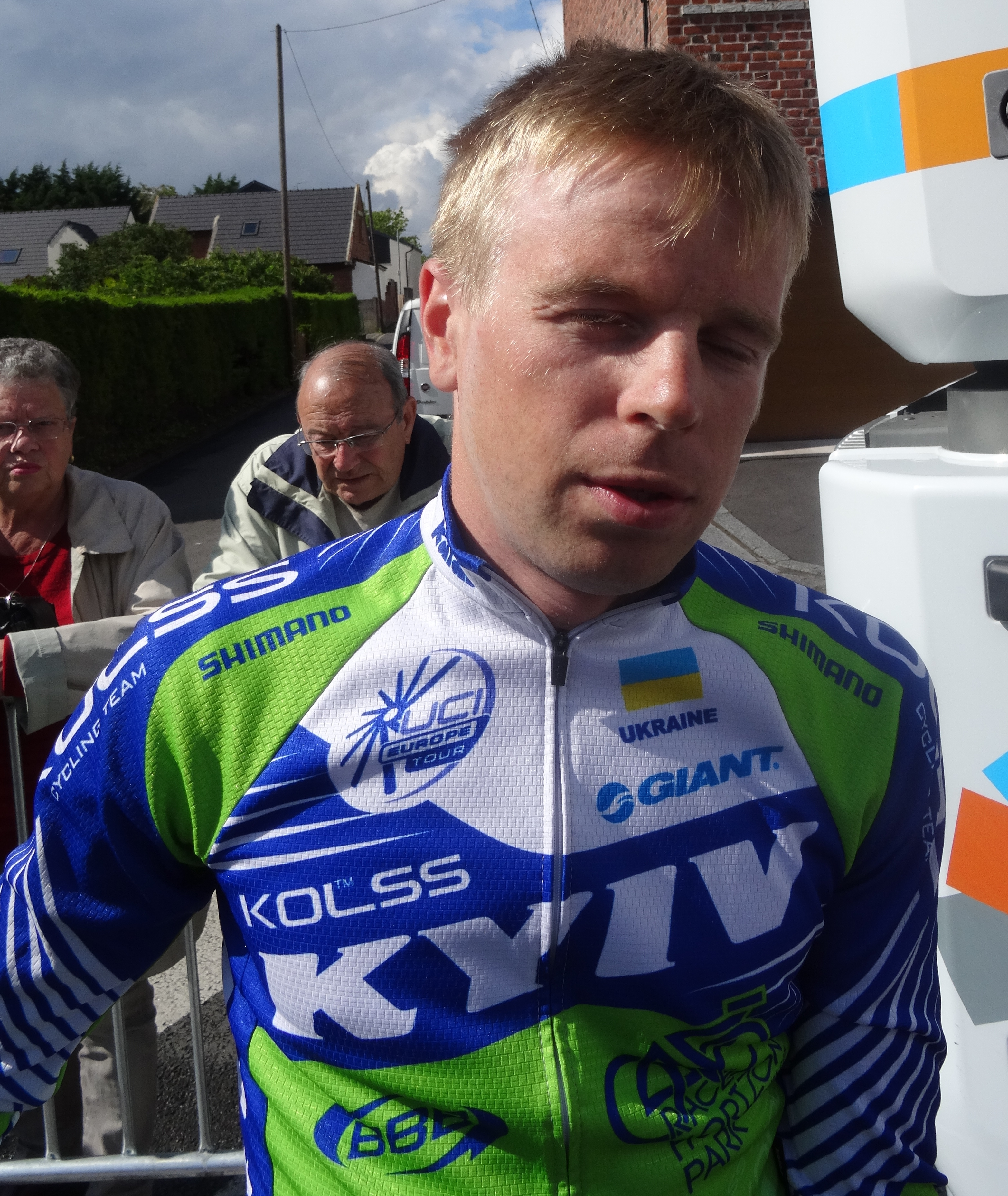
Oleksandr Prevar.

## Seizoen 2013

### Overwinningen in de UCI Europe Tour
| Datum          | Wedstrijd                               | Cat. | Winnaar             |
| -------------- | --------------------------------------- | ---- | ------------------- |
| 6 april        | 4e etappe Grote Prijs van Sotsji        | 2.2  | Vitali Boets        |
| 3-7 april      | Eindklassement Grote Prijs van Sotsji   | 2.2  | Vitali Boets        |
| 19 april       | 3e etappe Grote Prijs van Adygeya       | 2.2  | Vitali Boets        |
| 17-21 april    | Eindklassement Grote Prijs van Adygeya  | 2.2  | Andrij Chripta      |
| 1 mei          | Mayor Cup                               | 1.2  | Vitali Boets        |
| 5 mei          | Proloog Vijf ringen van Moskou (ITT)    | 2.2  | Andrij Vassyljuk    |
| 6 mei          | 1e etappe Vijf ringen van Moskou        | 2.2  | Vitali Boets        |
| 24 mei         | Race Horizon Park 1                     | 1.2  | Denys Kostjoek      |
| 26 mei         | Race Horizon Park 2                     | 1.2  | Mychajlo Kononenko  |
| 20 juni        | Oekraïens kampioenschap (ITT)           | CN   | Andrij Vassyljuk    |
| 20 juni        | Oekraïens kampioenschap, Beloften (ITT) | CN   | Oleksandr Holovasch |
| 23 juni        | Oekraïens kampioenschap                 | CN   | Denys Kostjoek      |
| 30 juni        | Proloog Ronde van Roemenië (TTT)        | 2.2  | Kolss Cycling Team  |
| 4 juli         | 4e etappe Ronde van Roemenië            | 2.2  | Vitali Boets        |
| 30 juni-6 juli | Eindklassement Ronde van Roemenië       | 2.2  | Vitali Boets        |
| 8 augustus     | 1e etappe Ronde van Szeklerland         | 2.2  | Vitali Boets        |
| 1 september    | 2e etappe Ronde van Bulgarije           | 2.2  | Vitali Boets        |

### Renners
| Naam                                 | Geboortedatum     | Nationaliteit | Ploeg 2012            |
| ------------------------------------ | ----------------- | ------------- | --------------------- |
| Andrij Brataschtschuk (vanaf 7 juni) | 31 maart 1992     | Oekraïne      | Neo                   |
| Vitali Boets                         | 24 oktober 1986   | Oekraïne      | Lampre-ISD            |
| Andrij Chripta                       | 29 november 1986  | Oekraïne      |                       |
| Oleksandr Holovasch (vanaf 7 juni)   | 21 september 1991 | Oekraïne      | Neo                   |
| Volodymyr Homenjuk                   | 3 januari 1985    | Oekraïne      |                       |
| Oleksandr Hryhorenko (vanaf 7 juni)  | 5 juli 1988       | Oekraïne      | Neo                   |
| Valeriy Kobzarenko                   | 5 februari 1977   | Oekraïne      | Uzbekistan Suren Team |
| Mychajlo Kononenko                   | 30 oktober 1987   | Oekraïne      |                       |
| Denys Kostjoek                       | 13 maart 1982     | Oekraïne      | Geen                  |
| Andrij Kulyk                         | 30 augustus 1989  | Oekraïne      |                       |
| Oleksandr Kvatsjoek (vanaf 7 juni)   | 23 juli 1983      | Oekraïne      | Lampre-ISD            |
| Serhij Lahkuti (vanaf 7 juni)        | 24 april 1985     | Oekraïne      | Neo                   |
| Oleksandr Prevar                     | 28 juni 1990      | Oekraïne      |                       |
| Mychajlo Radionov (vanaf 7 juni)     | 9 september 1984  | Oekraïne      | Neo                   |
| Anatoliy Sosnitskiy (tot 7 juni)     | 4 september 1990  | Oekraïne      |                       |
| Volodymyr Zagorodni (vanaf 7 juni)   | 27 juni 1981      | Oekraïne      | Uzbekistan Suren Team |
| Andrij Vassyljuk                     | 29 augustus 1987  | Oekraïne      |                       |